# Stora Issjön
Stora Issjön är en sjö i Härryda kommun i Västergötland och ingår i Kungsbackaåns huvudavrinningsområde. Sjön är 9,8 meter djup, har en yta på 0,185 kvadratkilometer och befinner sig 121,2 meter över havet. Sjön avvattnas av vattendraget Issjöbäcken.

## Delavrinningsområde
Stora Issjön ingår i det delavrinningsområde (639528-128957) som SMHI kallar för Mynnar i Västra Ingsjön. Medelhöjden är 124 meter över havet och ytan är 5,73 kvadratkilometer. Det finns inga avrinningsområden uppströms utan avrinningsområdet är högsta punkten. Issjöbäcken som avvattnar avrinningsområdet har biflödesordning 2, vilket innebär att vattnet flödar genom totalt 2 vattendrag innan det når havet efter 29 kilometer. Avrinningsområdet består mestadels av skog (77 %). Avrinningsområdet har 3,09 kvadratkilometer vattenytor vilket ger det en sjöprocent på 7,6 %. Bebyggelsen i området täcker en yta av 0,84 kvadratkilometer eller 2 % av avrinningsområdet.